# 賽車計劃
《赛车计划》是一款由Slightly Mad Studios开发并由万代南梦宫游戏发行在PlayStation 4、Xbox One、Windows和Linux等平台上的竞速模拟游戏。游戏最早计划作为PlayStation 3和Xbox 360两个平台的游戏开发，但之后宣布取消这两个平台的开发计划并将平台移至PlayStation 4和Xbox One，并增加Wii U、Windows和Linux。随后，Wii U版也遭到取消。游戏还会支持Oculus Rift和索尼的PlayStation VR虚拟现实显示设备。
《赛车计划》在经过多次延期后于2015年5月7日起在全球陆续发售，并在发售后获得了不错的评价。
游戏续作《賽車計劃2》於2017年9月22日與全球同步正式發售。